# Martina Castells Ballespí
Martina Castells Ballespí (Lérida, 23 de julio de 1852-Reus, 21 de enero de 1884) médica española, y primera mujer doctorada en medicina en España. Conocida por ser una de las tres primeras mujeres de España, junto con María Elena Maseras y Dolores Aleu Riera, en matricularse (1877) y licenciarse en medicina (1882, por la Universidad de Barcelona).

## Biografía
Nació en Lérida el 23 de julio de 1852. Hija del médico Martín Castells Melcior y Luisa Ballespí Solanes, tras cursar el bachillerato en el Instituto de Lérida, en septiembre de 1877 inició los estudios de Medicina en Barcelona, que concluyó en cuatro cursos. El 20 de junio de 1881, solicitó los permisos oportunos para examinarse del grado de licenciado, lo que le fue concedido el 4 de abril de 1882, al mismo tiempo que a Dolors Aleu. El examen tuvo lugar los días 10 y 25 de abril del mismo año y en él obtuvo la calificación de aprobado. El mismo año cursó en Madrid el doctorado y en un acto académico celebrado el 9 de octubre de 1882, en el que intervino el doctor José de Letamendi, defendió la tesis Educación física, moral e intelectual que debe darse a la mujer para que ésta contribuya en grado máximo a la perfección y a la de la humanidad, en la que abogaba por la equiparación de derechos académicos, sociales y culturales para las mujeres.
Una vez licenciada, fue la segunda mujer en alcanzar el doctorado, pocos días antes que Dolores Aleu, y más de un siglo después que María Isidra de Guzmán y de la Cerda —doctorada en la Facultad de Artes y Letras humanas por la Universidad de Alcalá en 1785.
Nieta e hija de médicos, fue apadrinada por José de Letamendi para conseguir los permisos necesarios para licenciarse. Se especializó en pediatría y se trasladó a Reus, donde trabajó en el Hospital Militar y el Instituto Pere Mata.
Casada con Antonio Constanti, médico militar. Martina Castells murió en Reus el 21 de enero de 1884, a los treinta y un años, víctima de una nefritis ocurrida durante su primer embarazo.

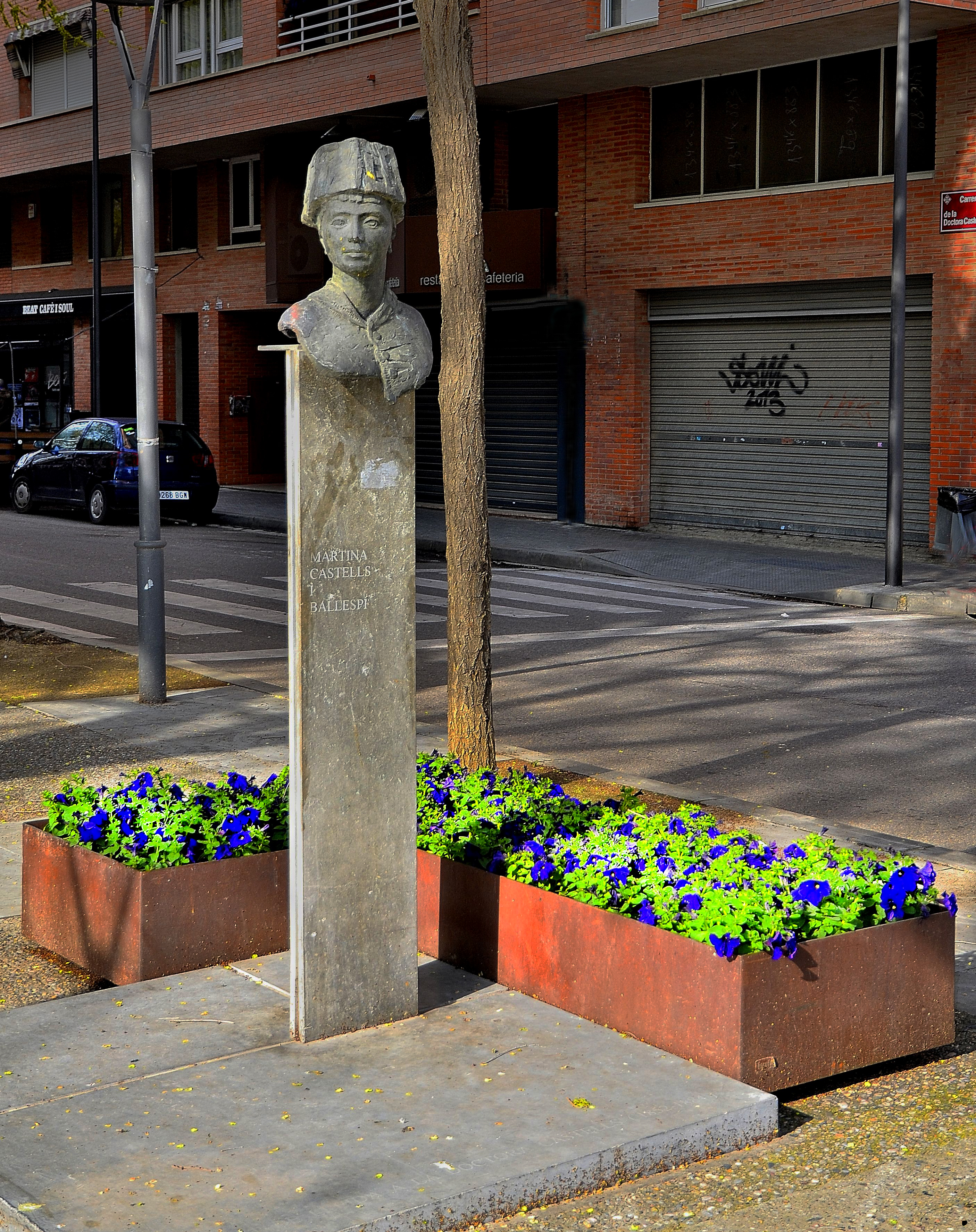
Busto en honor a la doctora Martina Castells Ballespí, instalado en la avenida que lleva su nombre en Lérida.